# Gao Shun
Gao Shun (kinesiska: 高顺?, pinyin: Gāo Shùn, även Kao Shun), född okänt år, död 198 e.Kr., var en kinesisk befälhavare känd för enastående mod och kraft i strid. Under den senare perioden av Handynastin tjänade Gao Shun Lü Bu, och blev känd som en av Lü Bus främsta härförare. Han är mest känd för att ha erövrat Xiaopei (i nuvarande Xuzhou, Jiangsu) och för den efterföljande segern över en hjälpstyrka ledd av Xiahou Dun, en framstående general under Cao Cao. Samma år ledde emellertid Cao Cao personligen en belängring av Lü Bus huvudstad Xiapi, och segrade där. Gao Shun avrättades då tillsammans med sin herre Lü Bu.
Gao figurerar i 1300-talsklassikern Sagan om de tre kungarikena.